# 臺北市大安區古亭國民小學
臺北市大安區古亭國民小學位於臺灣臺北市大安區，成立於1952年。

## 組織架構
- 校長室：綜理全校事務。
- 教務處：負責教務工作、課程計畫、教師教學及職務、閱讀推廣、英語情境中心、入學及轉學、學生學藝活動、課後照顧及補救教學、畢業生轉銜等事項。
- 學生事務處：負責學生輔導與管教、校園安全、反毒反霸凌宣導及防治、人權法治教育、生活教育及品德教育、衛生保健、體育教學、運動團隊等事項。
- 總務處：學校文書、事務及出納等事項。
- 輔導室：負責發展性輔導、補救性輔導、特殊兒童輔導等各項輔導工作、辦理教師輔導知能研習活動、測驗的實施與運用、親職教育、社會資源運用等事項。
- 會計室：負責本校歲計、會計及統計業務。
- 人事室：負責本校人事相關事項。
- 幼兒園：負責本校三至六歲學前教育事宜。

## 校長
- 第一屆：張榮昌
- 第二屆：陳炳禧
- 第三屆：鄭美俐
- 第四屆：簡勝卿
- 第五屆：陳炳爵
- 第六屆：吳雨泉
- 第七屆：林重孝
- 第八屆：江國雄
- 第九屆：葉春梅
- 第十屆：柯貴美
- 第十一屆：邱豐盛
- 第十二屆：楊柳淳
- 第十三屆：黃玉貞
- 第十四屆：邢小萍

## 周邊設施
- 台北市客家音樂戲劇中心
- 私立新民小學
- 捷運台電大樓站
- 建國高架道路

## 校友
- 林奕華：中國國民黨籍臺北市政治人物。
- 馬景濤：著名演員

## 外部連結
- 古亭國小網站 （页面存档备份，存于）